# 信州大学
信州大学（しんしゅうだいがく、英語: Shinshu University）は、長野県松本市旭三丁目1番1号に本部を置く日本の国立大学。1873年創立、1949年大学設置。大学の略称は信大（しんだい）、信州大。信州は長野県の旧国名である信濃国に由来する。

## 概観

### 大学全体
新制大学としての信州大学は1949年（昭和24年）5月31日、以下の各学校を統合して設立された旧制大学を母体とせず戦後各県に新設された地方国立大学の大半は規模拡大を実質的に認めなかった文部省、大蔵省の政策により総合大学化が叶わず複合大学に留まり、新設大学のうち平成3年の大学設置に対する規制緩和（大学設置基準の大綱化）までに総合大学化した大学は信州大学を含む5校のみである（新制総合5大学）。
- 旧制松本高等学校
- 長野師範学校（旧長野県師範学校・長野県松本女子師範学校）
- 長野青年師範学校（旧長野県立青年学校教員養成所）
- 旧制松本医科大学（元・松本医学専門学校）
- 旧制長野工業専門学校（旧長野高等工業学校）
- 旧制長野県立農林専門学校（旧長野県立農林専門学校）
- 旧制上田繊維専門学校（旧上田蚕糸専門学校）

8学部と大学院6研究科を設置し、2017年5月時点、学部学生数9127人、大学院生数1903人、計11030人（うち外国人留学生317人）、教員数1156人。

### 繊維学部

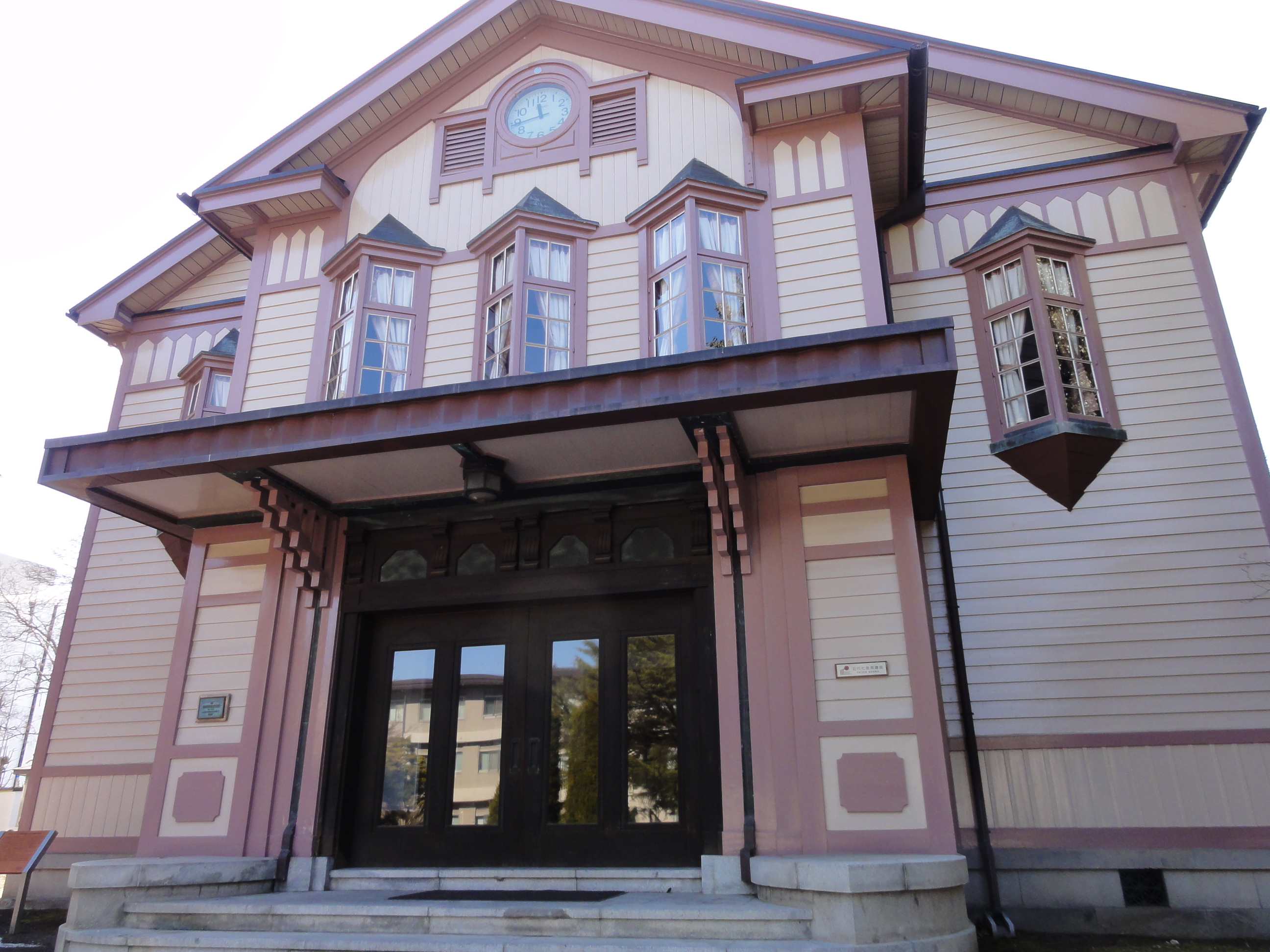
繊維学部講堂（登録有形文化財）

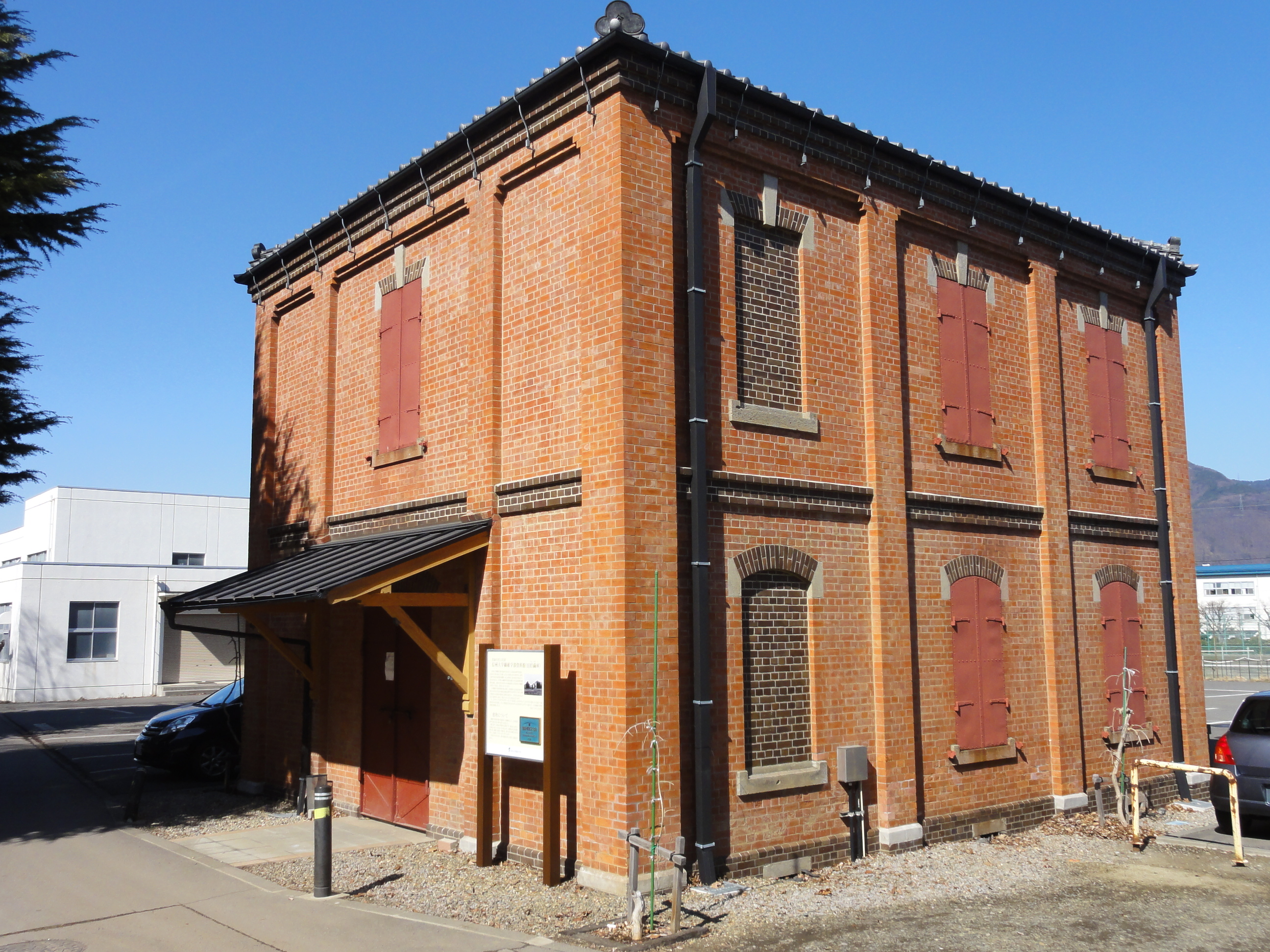
繊維学部資料館（旧上田蚕糸専門学校貯繭庫）登録有形文化財

国内で唯一の学部である繊維学部を有している。2010年に100周年を迎えた。信州はかつて、蚕の繭から採れる生糸の産地であった。1910年（明治43年）、当時の最先端科学技術を背景に、蚕糸に関する最初の高等教育機関、また長野県下初の国立学校として上田蚕糸専門学校が設立された。その後、繊維科学技術全般にわたる高等教育機関に発展し、1949年の学制改革により信州大学繊維学部として現在に至っている。化学・材料科学分野における世界屈指の学術機関であり、繊維に関する論文数は世界の10%弱を占め、そのうち「ファイバー工学」分野における論文数、および「ナノファイバー」分野における論文引用数で世界1位である（金翼水卓越教授）。

### 農学部

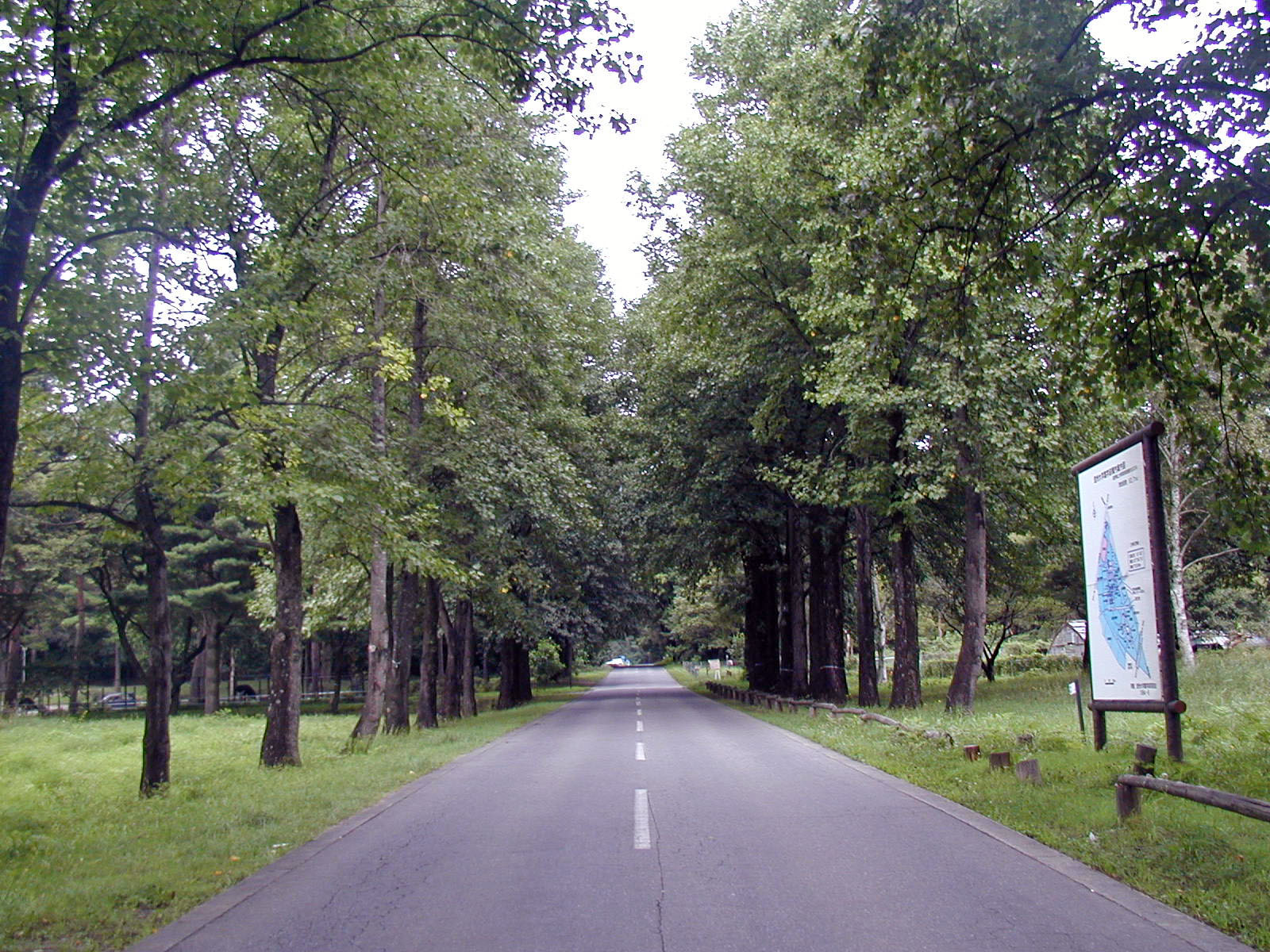
南箕輪キャンパス並木道

1945年、前身の長野県立農林専門学校（農科・林科）の設立が認可され、1949年の信州大学設置に伴い同校は農学部（農学科・林学科）として新たに発足した。その後も学科名の変更・増設などを繰り返してきたが、1997年には3学科に統一され、2015年4月より3学科制を「農学生命科学科」1学科（4コース）に改組し、現在、学科は農学生命科学科のみとなった。本学部キャンパスは伊那キャンパス（南箕輪キャンパスから改称）と呼ばれ、国立大学法人の中では最も標高が高い場所に位置している。学生は1年次は全学教育機構（松本キャンパス）で共通教育を受け、2年次からは伊那キャンパスで講義や実験・実習などを受ける。

### 工学部
1943年、前身の長野工業専門学校が長野市に設立された。1949年の信州大学の発足に当たり、 長野工業専門学校を前身として、再生日本の産業立国への寄与と、第２次大戦中、岡谷、上諏訪地方への工場疎開を契機として興った長野県産業への人材供給を目的として信州大学工学部が創立された。1967年にはより高度な技術者、研究者養成の場としての大学院が設置され、現在、長野工学キャンパスには、学部５学科と、大学院修士課程の総合理工学研究科工学専攻、生命医工学専攻生命工学分野、大学院博士課程の総合工学系研究科がある。

### 主なランキング
| 発行元                        | 2019-2020 |
| ----------------------------- | --------- |
| USニューズ&ワールド・レポート | 722位     |
| THE世界大学ランキング         | 1001+位   |
| QS世界大学ランキング          | 751-800位 |
| CWUR世界大学ランキング        | 630位     |
| 世界大学学術ランキング        | 601-700位 |

## 沿革
（沿革節の主要な出典は公式サイト）

### 年表
- 1873年（明治06年） - 長野県師範学校
- 1910年（明治43年） - 上田蚕糸専門学校
- 1919年（大正08年） - 松本高等学校
- 1943年（昭和18年） - 長野師範学校
- 1944年（昭和19年） - 松本医学専門学校、長野工業専門学校 (旧制)、長野青年師範学校、上田繊維専門学校（上田蚕糸専門学校から改称）
- 1945年（昭和20年） - 長野県立農林専門学校を開校[12]。
- 1948年（昭和23年） - 松本医科大学
- 1949年（昭和24年） - 松本医科大学、松本高等学校、長野師範学校、長野青年師範学校、松本医学専門学校、長野工業専門学校および上田繊維専門学校を包括し、長野県立農林専門学校を併合して新制信州大学となる。
- 1966年（昭和41年） - 文理学部が改組され、人文学部および理学部が設置。教養部発足。
- 1973年（昭和48年） - 松本市内に旭キャンパスが完成、人文学部などが移転。
- 1974年（昭和49年） - 医療技術短期大学部が設置される。
- 1978年（昭和53年） - 人文学部経済学科が改組され、経済学部が設置。
- 1995年（平成07年） - 教養部廃止。
- 2001年（平成13年） - 山地水環境教育研究センター設置。
- 2002年（平成14年） - 医療技術短期大学部が転換され、医学部に保健学科が設置。山岳科学総合研究所を設置。
- 2004年（平成16年） - 国立大学法人法により、信州大学は、国立大学法人信州大学が設置する国立大学とされた。サテライト・ベンチャー・ビジネスラボラトリー、産学官連携推進本部を設置。
- 2005年（平成17年） - 大学院総合工学系研究科（後期3年のみの博士課程）を設置。法科大学院（法曹法務研究科）、カーボン科学研究所設置
- 2007年（平成19年） - 大学院医学系研究科（修士課程）に保健学専攻を設置。
- 2009年（平成21年） - 大学院医学系研究科に保健学専攻（博士後期課程）を設置。
- 2014年（平成26年） - 学術研究院を設置。
- 2015年（平成27年）
  - 4月 - 本年度より、法科大学院（法曹法務研究科）の募集を停止[13]。
  - 6月2日 - 「国際科学イノベーションセンター」を設置[14]。
  - 12月25日 - イナリサーチと「再生医療バイオメディカルコンソーシアム」を設置[15]。
- 2016年（平成28年） - 経済学部の募集を停止し、経法学部を設置。
- 2017年（平成29年）
  - 3月 - 法科大学院（法曹法務研究科）廃止[16]。
  - 4月 - 信州大学航空機システム共同研究講座を旧長野県飯田工業高等学校の校舎に開設[17]。
  - 4月22日 - 南信州・飯田サテライトキャンパスを設置[18]。

## 基礎データ

### 象徴
- 校章は、「大学」の文字の両側をコマクサで囲んだもの。
- シンボルマークは、大学名の頭文字「S」をモチーフに3枚の羽をデザインしたもので、全体としては大空を舞う鳥をイメージしている。商標登録されている。
- スクールカラーは濃い緑。シンボルマークの一番上の羽に使われている色。

### 所在地
- 松本キャンパス（長野県松本市）
- 長野（教育）キャンパス（長野市西長野）
- 長野（工学）キャンパス（長野市若里）

- 伊那キャンパス（長野県上伊那郡南箕輪村）
- 上田キャンパス（長野県上田市）

## 組織

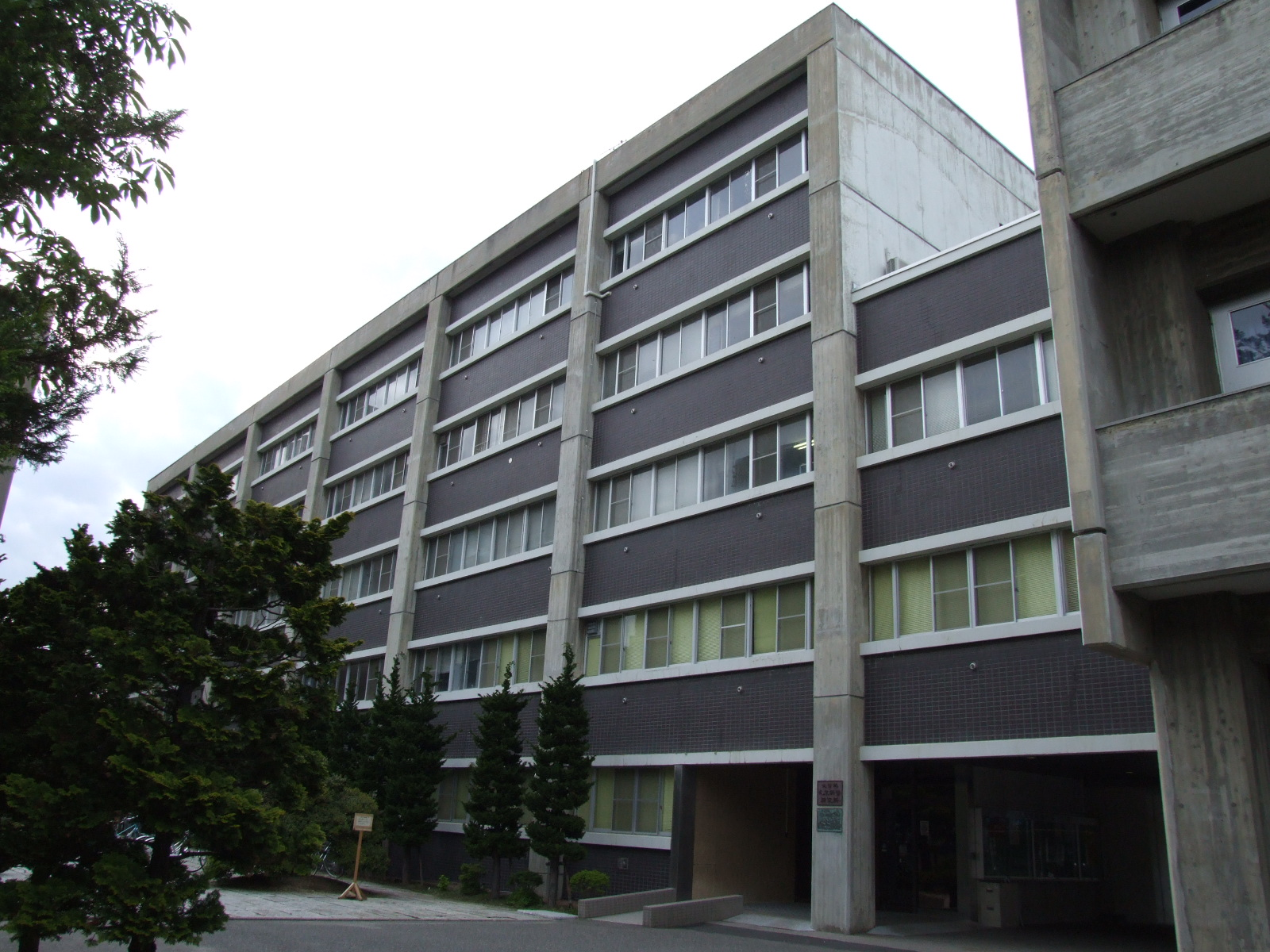
人文学部校舎

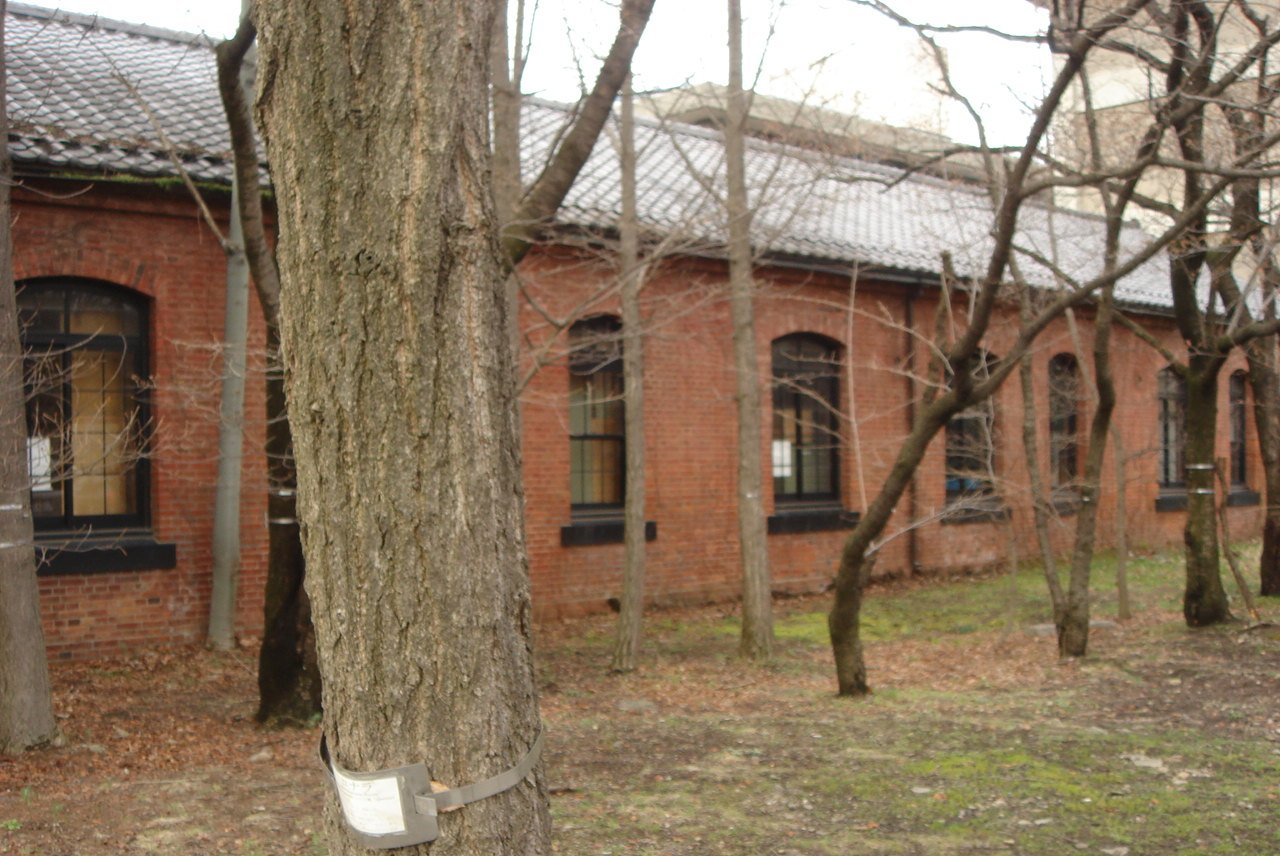
医学部資料室（旧松本歩兵第五十連隊糧秣庫）登録有形文化財

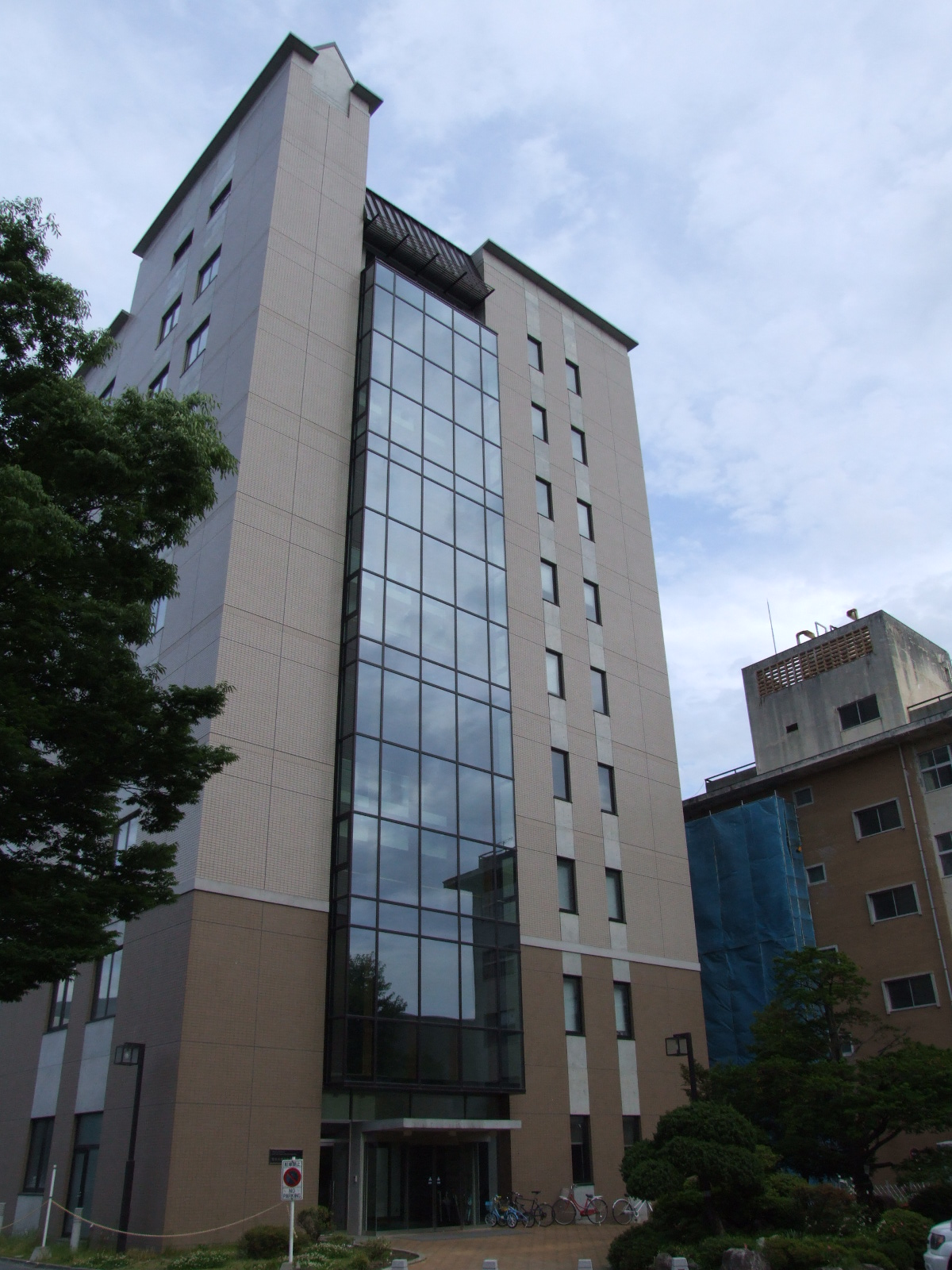
旭総合研究棟

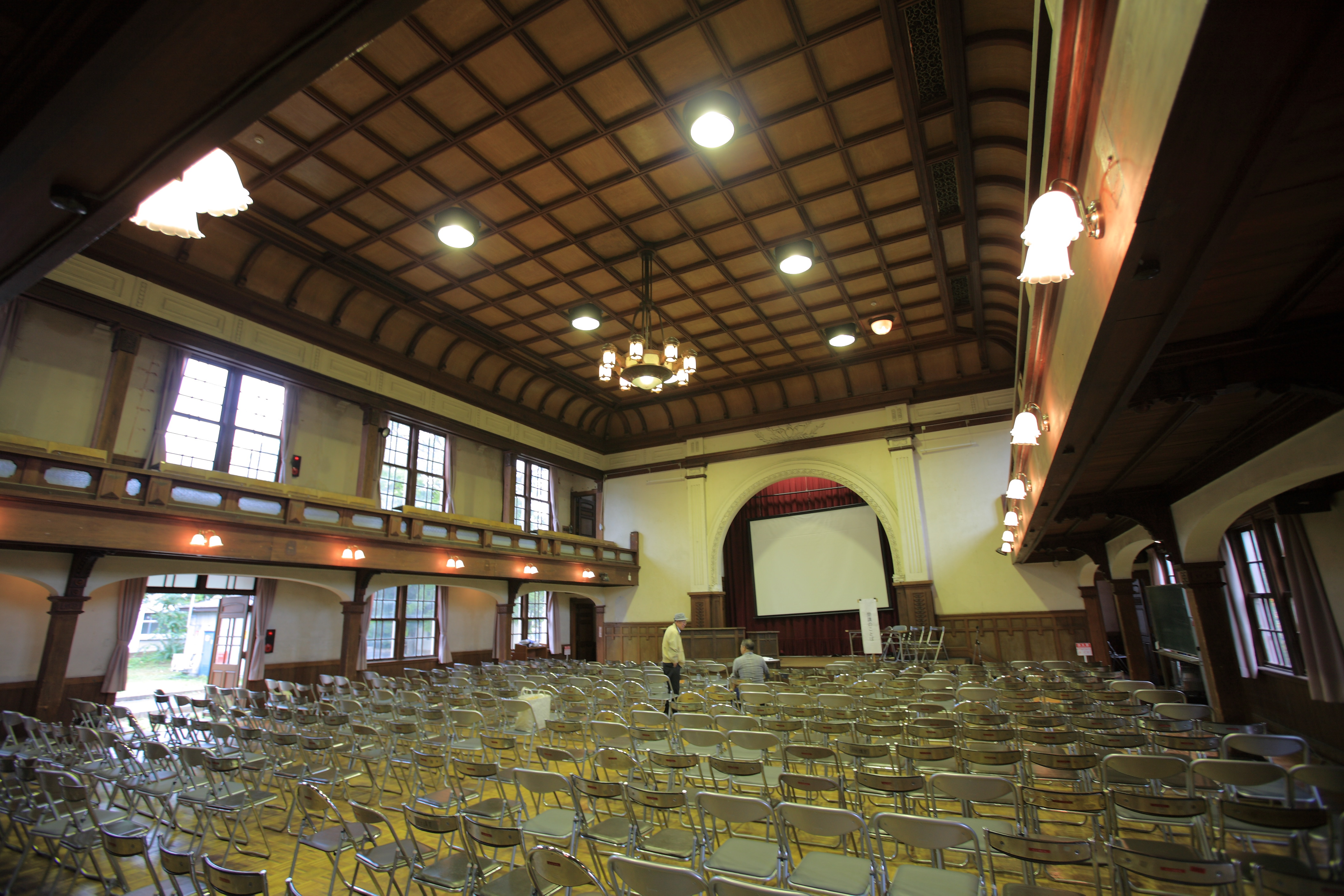
繊維学部講堂 (旧上田蚕糸専門学校講堂) 登録有形文化財

### 学部・学科
- 人文学部
  - 人文学科[注釈 1]（平成25年4月、人間情報学科と文化コミュニケーション学科を統合）
    - 哲学・芸術論コース
      - 哲学・思想論分野
      - 芸術コミュニケーション分野

    - 文化情報論・社会学コース
      - 文化情報論分野
      - 社会学分野

    - 心理学・社会心理学コース
      - 心理学分野
      - 社会心理学分野

    - 歴史学コース
      - 西洋史分野
      - 東洋史分野
      - 日本史分野

    - 比較言語文化コース
      - 比較文学分野
      - 中国語学・中国文学分野
      - ドイツ語学･ドイツ文学分野
      - フランス語学･フランス文学分野

    - 英米言語文化コース
      - 英語学分野
      - 英米文学分野

    - 日本言語文化コース
      - 日本文学分野
      - 日本語学分野
      - 日本語教育学分野
        - 2年次にコースに分かれる

- 教育学部[注釈 2]
  - 学校教育教員養成課程
    - 現代教育コース
    - 野外教育コース
    - 国語教育コース
    - 英語教育コース
    - 社会科教育コース
    - 数学教育コース
    - 理科教育コース
    - 音楽教育コース
    - 図画工作・美術教育コース
    - 保健体育コース
    - ものづくり・技術教育コース
    - 家庭科教育コース
    - 特別支援教育コース（2016年4月特別支援教育課程を改組の上、新設）
    - 心理支援教育コース（2016年4月教育カウンセリング課程を改組の上、新設）

以下の課程は2015年4月入学生まで適用。募集は停止されており、2019年3月末に廃止予定。
- 特別支援学校教員養成課程
- 生涯スポーツ課程
  - 地域スポーツコース
  - 野外教育コース

- 教育カウンセリング課程

- 経法学部[注釈 3]（2016年度に設置）
  - 応用経済学科
    - リスク分析コース
    - 公共経済コース
    - 企業と制度の経済分析コース

  - 総合法律学科
    - 環境法務コース
    - 都市・行政法務コース
    - 経済・企業法務コース

- 経済学部[注釈 4]（2016年度に募集停止）
  - 経済学科[注釈 5]
  - 経済システム法学科[注釈 6]

- 理学部[注釈 7]
  - 数学科[注釈 8]
    - 数理科学コース
    - 自然情報学コース

  - 理学科
    - 物理学コース[注釈 9]
    - 化学コース[注釈 10]
    - 地球学コース[注釈 11]
    - 生物学コース[注釈 12]
    - 物質循環学コース[注釈 13]

  - 2014年入学生まで
    - 数理・自然情報科学科[注釈 14]
      - 数理科学コース
      - 自然情報学コース
注：2年次にコースに分かれる

    - 物理科学科[注釈 15]
    - 化学科[注釈 16]
    - 地質科学科[注釈 17]
      - 地質科学基礎コース
      - 応用地質科学コース
注：3年次にコースに分かれる

    - 生物科学科[注釈 18]
    - 物質循環学科[注釈 19]

- 医学部
  - 医学科[注釈 20]
  - 保健学科[注釈 21]
    - 看護学専攻
    - 検査技術科学専攻
    - 理学療法学専攻
    - 作業療法学専攻

- 工学部[注釈 22]
  - 2016年入学生より
    - 物質化学科
      - 先進材料工学プログラム
      - 分子工学プログラム
      - バイオ・プロセス工学プログラム

    - 電子情報システム工学科
      - 電気電子プログラム
      - 通信システムプログラム
      - 情報システムプログラム

    - 水環境・土木工学科
      - 水環境プログラム
      - 土木プログラム

    - 機械システム工学科
      - 環境機械プログラム
      - 機械物理プログラム
      - 精密知能機械プログラム

    - 建築学科
      - 建築学プログラム
      - 工芸デザインプログラム

  - 2015年入学生まで
    - 機械システム工学科[注釈 23]
    - 電気電子工学科[注釈 24]
    - 土木工学科[注釈 25]
    - 建築学科[注釈 26]
    - 物質工学科[注釈 27]
    - 情報工学科[注釈 28]
    - 環境機能工学科[注釈 29]

- 農学部[注釈 30]
  - 農学生命科学科
    - 生命機能科学コース（農芸化学と食品科学）
    - 動物資源生命科学コース
    - 植物資源科学コース
    - 森林・環境共生学コース

  - 2014年入学生まで
    - 食料生産科学科[注釈 31]
      - 農学コース
      - 動物生産学コース
注：2年次にコースに分かれる

    - 森林科学科[注釈 32]
      - 森林環境科学コース
      - 田園環境工学コース
注：2年後期にコースに分かれる

    - 応用生命科学科[注釈 33]

- 繊維学部[注釈 34]
  - 2016年入学生以降
    - 先進繊維・感性工学科
      - 先進繊維工学コース
      - 感性工学コース

    - 機械・ロボット学科
      - 機能機械学コース
      - バイオエンジニアリングコース

    - 化学・材料学科 
      - ファイバー材料工学コース
      - 機能高分子学コース
      - 応用分子化学コース

    - 応用生物科学科

  - 2015年入学生以前
    - 繊維・感性工学系
      - 先進繊維工学課程
      - 感性工学課程
各課程ごとに募集。

    - 機械・ロボット学系
      - 機能機械学課程
      - バイオエンジニアリング課程
2年次から各課程に分かれる。

    - 化学・材料系
      - 応用化学課程
      - 材料化学工学課程
      - 機能高分子学課程
2年次から各課程に分かれる。

    - 応用生物科学系
      - 生物機能科学課程
      - 生物資源・環境科学課程
2年次後期に各課程に分かれる。

### 研究科
- 総合人文社会科学研究科[19]（修士課程）
  - 総合人文社会科学専攻
    - 人間文化学分野
    - 心理学分野
    - 経済学分野
    - 法学分野

- 教育学研究科[注釈 35]（修士課程）
  - 学校教育専攻
    - 学校教育専修
    - 臨床心理学専修

  - 教科教育専攻
    - 国語教育専修
    - 社会科教育専修
    - 数学教育専修
    - 理科教育専修
    - 音楽教育専修
    - 美術教育専修
    - 保健体育専修
    - 技術教育専修
    - 家政教育専修
    - 英語教育専修

- 経済・社会政策科学研究科[注釈 36]（修士課程）
  - 経済・社会政策科学専攻
    - 地域社会イニシアティブ・コース

  - イノベーション・マネジメント専攻（経営大学院）

- 総合理工学研究科[広報 12]（修士課程） - 2016年度に設置
  - 理学専攻
    - 数学分野
    - 理科学分野
物理学ユニット、化学ユニット、地球学ユニット、生物学ユニット、物質循環学ユニット

  - 工学専攻
    - 物質化学分野
先進材料工学ユニット、分子工学ユニット、バイオ・プロセス工学ユニット
    - 電子情報システム工学分野
電気電子ユニット、通信システムユニット、情報システムユニット
    - 水環境・土木工学分野
水環境ユニット、土木ユニット
    - 機械システム工学分野
精密知能機械ユニット、環境機械ユニット、機械物理ユニット
    - 建築学分野
建築学ユニット、工芸デザインユニット
    - 工学基礎教育部門

  - 繊維学専攻
    - 先進繊維・感性工学分野
先進繊維工学ユニット、感性工学ユニット
    - 機械・ロボット学分野
    - 化学・材料分野
ファイバー材料工学ユニット、機能高分子学ユニット、応用分子化学ユニット
    - 応用生物科学分野

  - 農学専攻
    - 先端生命科学分野
生命機能工学ユニット、細胞システム科学ユニット、生物共生科学ユニット
    - 食品生命科学分野
食品生物機能科学ユニット、食料機能解析学ユニット、食品分子機能学ユニット、機能性食品創製学ユニット
    - 生物資源科学分野
動物資源生産学ユニット、植物資源生産学ユニット、生産環境システム学ユニット
    - 環境共生学分野
森林資源利用学ユニット、地域環境共生学ユニット、山岳環境保全学ユニット

  - 生命医工学専攻
    - 生命工学分野
    - 生体医工学分野

- 理工学系研究科（修士課程）- 2016年度に募集停止
  - 松本キャンパス
    - 数理・自然情報科学専攻[注釈 37]
      - 講座：数理構造講座、空間構造講座、数理解析講座、自然情報学講座

    - 物質基礎科学専攻[注釈 38]
      - 講座：物性物理学講座[注釈 39]、素粒子・宇宙物理学講座

    - 地球生物圏科学専攻[注釈 40]
      - 講座：地層科学講座、地球物質科学講座、生体生物学講座、進化生物学講座、地球システム解析講座、生態システム解析講座

  - 長野キャンパス
    - 機械システム工学専攻[注釈 41]
      - 講座：計測制御システム講座、材料・設計システム講座、熱流体システム講座

    - 電気電子工学専攻[注釈 42]
      - 講座：電子材料講座、機能デバイス講座、回路システム講座、エネルギー工学講座、情報通信講座、知覚工学講座

    - 土木工学専攻[注釈 43]
      - 講座：環境防災学講座、地域計画学講座、社会基盤工学講座

    - 建築学専攻[注釈 44]
      - 講座：建築意匠設計講座、建築歴史計画講座、建築環境設備講座、建築構造防災講座

    - 物質工学専攻[注釈 45]
      - 講座：応用有機化学講座、応用物理化学講座、無機・分析化学講座

    - 情報工学専攻[注釈 46]
      - 講座：情報基礎講座、知能情報講座、情報システム講座、情報計測講座、情報メディア学講座、情報セキュリティ学講座

    - 環境機能工学専攻[注釈 47]
      - 講座：環境材料エネルギー学講座、環境計測制御学講座、環境機能物質学講座

  - 上田キャンパス
    - 繊維・感性工学専攻[注釈 48]
      - 先進繊維工学コース
      - 感性工学コース

    - 機械・ロボット学専攻[注釈 49]
    - 化学・材料専攻[注釈 50]
      - 応用化学コース
      - 材料化学工学コース
      - 機能高分子学コース

    - 応用生物科学専攻[注釈 51]

  - 共通講座[注釈 52]
    - 数理工学講座
    - 応用物理講座

  - サスティナブルソサイエティグローバル人材養成学位プログラム
修士課程の理工学系研究科と農学研究科、博士課程の総合工学系研究科に跨る修士・博士課程5年一貫プログラム。全専攻にプログラムを実施するために必要な履修コースを置いている。コースには、サスティナブルエネルギーコース、サスティナブルウォーターコース、サスティナブルフードコースがある。
  - ファイバールネッサンスを先導するグローバルリーダーの養成プログラム
理工学系研究科と総合工学系研究科をつなぐ修士・博士課程5年一貫プログラム。繊維・感性工学専攻、機械・ロボット学専攻、化学・材料専攻、応用生物科学専攻に、プログラムを実施するために必要な履修コースを置いている。

- 農学研究科[注釈 53]（修士課程）- 2016年度に募集停止
  - 食料生産科学専攻
    - 分野：生産環境管理学、植物資源生産学、動物資源生産学、食資源利用学

  - 森林科学専攻
    - 分野：山地環境保全学、森林生産利用学、農山村環境学、緑地環境文化学

  - 応用生命科学専攻
    - 分野：生物制御化学、生物機能化学、生物資源開発学、生物資源化学

  - 機能性食料開発学専攻（独立専攻）
    - 分野：機能性食料育種学、食料機能解析学、食料機能開発学、機能性食品創製学

  - サスティナブルソサイエティグローバル人材養成学位プログラム
修士課程の理工学系研究科と農学研究科、博士課程の総合工学系研究科に跨る修士・博士課程5年一貫プログラム。全専攻にプログラムを実施するために必要な履修コースを置いている。コースには、サスティナブルエネルギーコース、サスティナブルウォーターコース、サスティナブルフードコースがある。

- 医学系研究科
  - 医科学専攻[注釈 54]（修士課程）
    - 医学系
      - 領域：生体制御領域[注釈 55]、腫瘍領域[注釈 56]、再生・再建領域[注釈 57]、脳・感覚機能領域[注釈 58]、健康・社会医学領域[注釈 59]

    - 疾患予防医科学系
      - 領域：分子細胞制御学領域[注釈 60]、個体機能制御学領域[注釈 61]

  - 保健学専攻[注釈 62][注釈 63]（博士前期課程・博士後期課程）
    - 前期課程の分野
      - 看護学分野
領域：看護教育学・基礎看護学領域[注釈 64]、成人・老年看護学領域[注釈 65]、母子看護学領域[注釈 66]、地域・国際・精神看護学領域[注釈 67]
      - 検査技術科学分野
領域：病因・病態検査学領域[注釈 68]
      - 理学・作業療法学分野
領域：理学療法学領域[注釈 69]、機能障害学領域[注釈 70]、作業療法学領域[注釈 71]

    - 後期課程の分野
      - 生涯保健学分野
領域[学生募集要項 7]：母子保健学領域、成人保健学領域、老年保健学領域
      - 医療生命科学分野
領域[学生募集要項 6]。 ：医療生命科学領域

  - 医学系専攻[注釈 72]（博士課程）
    - 領域：生体制御領域[注釈 73]、腫瘍領域[注釈 74]、再生・再建領域[注釈 75]、脳・感覚機能領域[注釈 76]、健康・社会医学領域[注釈 77]

  - 疾患予防医科学系専攻[注釈 78]（博士課程、独立専攻）
    - 部門：分子細胞制御学部門[注釈 79]、個体機能制御学部門[注釈 80]、健康促進学部門[注釈 81]（協力・連携部門）

- 総合医理工学研究科[20]（博士課程） - 2018年度に設置
  - 医学系専攻[21]
    - 医学分野
    - 保健学分野
      - ユニット：母子保健学、成人保健学、老年保健学、医療生命科学

  - 総合理工学専攻[22]
    - ファイバー工学分野
      - ユニット：バイオファイバー工学、フロンティアファイバー工学、スマート材料工学、感性・ファッション工学

    - エネルギー・システム工学分野
      - ユニット：エネルギー材料・デバイス工学、情報通信システム工学、機械システム工学

    - 物質創成科学分野
      - ユニット：分子機能材料工学、物質解析科学、極限材料工学、分子基盤科学

    - 山岳環境科学分野
      - ユニット：生物・大気・水環境科学、地殻環境科学、環境共生学

    - 生物・生命科学分野
      - ユニット：先端生命科学、食品生命科学、生物資源科学

    - 数理・社会システム科学分野
      - ユニット：建築環境システム工学、水環境・土木システム工学、数理情報システム科学

  - 生命医工学専攻[23]
    - 生命工学分野
      - 4年制コース
      - 3年制コース

    - 生体医工学分野
      - 4年制コース
      - 3年制コース

  - サスティナブルソサイエティグローバル人材養成学位プログラム
修士課程の理工学系研究科と農学研究科、博士課程の総合工学系研究科に跨る修士・博士課程5年一貫プログラム。コースには、サスティナブルエネルギーコース、サスティナブルウォーターコース、サスティナブルフードコースがある。
  - ファイバールネッサンスを先導するグローバルリーダーの養成プログラム
理工学系研究科と総合工学系研究科をつなぐ修士・博士課程5年一貫プログラム。生命機能・ファイバー工学専攻に、プログラムを実施するために必要な履修コースを置いている。

### 学術研究院
学部ごとに所属していた教員を一元的に管理するため2014年4月に設置。キャンパスが県内に広く分散していることもあって、教員の一元的な管理・運営が難しく、学内融合の阻害要因の一つになっていた。
- 人文社会学域
  - 人文科学系
  - 社会科学系
  - 教育学系
  - 総合人間科学系
- 理工学域
  - 理学系
  - 工学系
  - 農学系
  - 繊維学系
- 医学保健学域
  - 医学系
  - 保健学系

### 附属機関
- 全学教育機構
  - 基幹教育センター
  - 言語教育センター
- 先鋭領域融合研究群
  - カーボン科学研究所
  - 環境・エネルギー材料科学研究所
  - 国際ファイバー工学研究所
  - 山岳科学研究所
  - バイオメディカル研究所
- 次代クラスター研究センター[25]
  - 菌類・微生物ダイナミズム創発研究センター
  - 航空宇宙システム研究センター（SUWA小型ロケットの開発・打ち上げなど）
  - 次世代医療研究センター
  - 社会基盤研究センター
  - 食農産業イノベーション研究センター
- 附属図書館
  - 中央図書館
  - 教育学部図書館
  - 医学部図書館
  - 工学部図書館
  - 農学部図書館
  - 繊維学部図書館

- 信州大学医学部附属病院
- 学部附属の教育研究施設
  - 教育学部
    - 志賀自然教育研究施設
    - 教育実践総合センター

  - 農学部

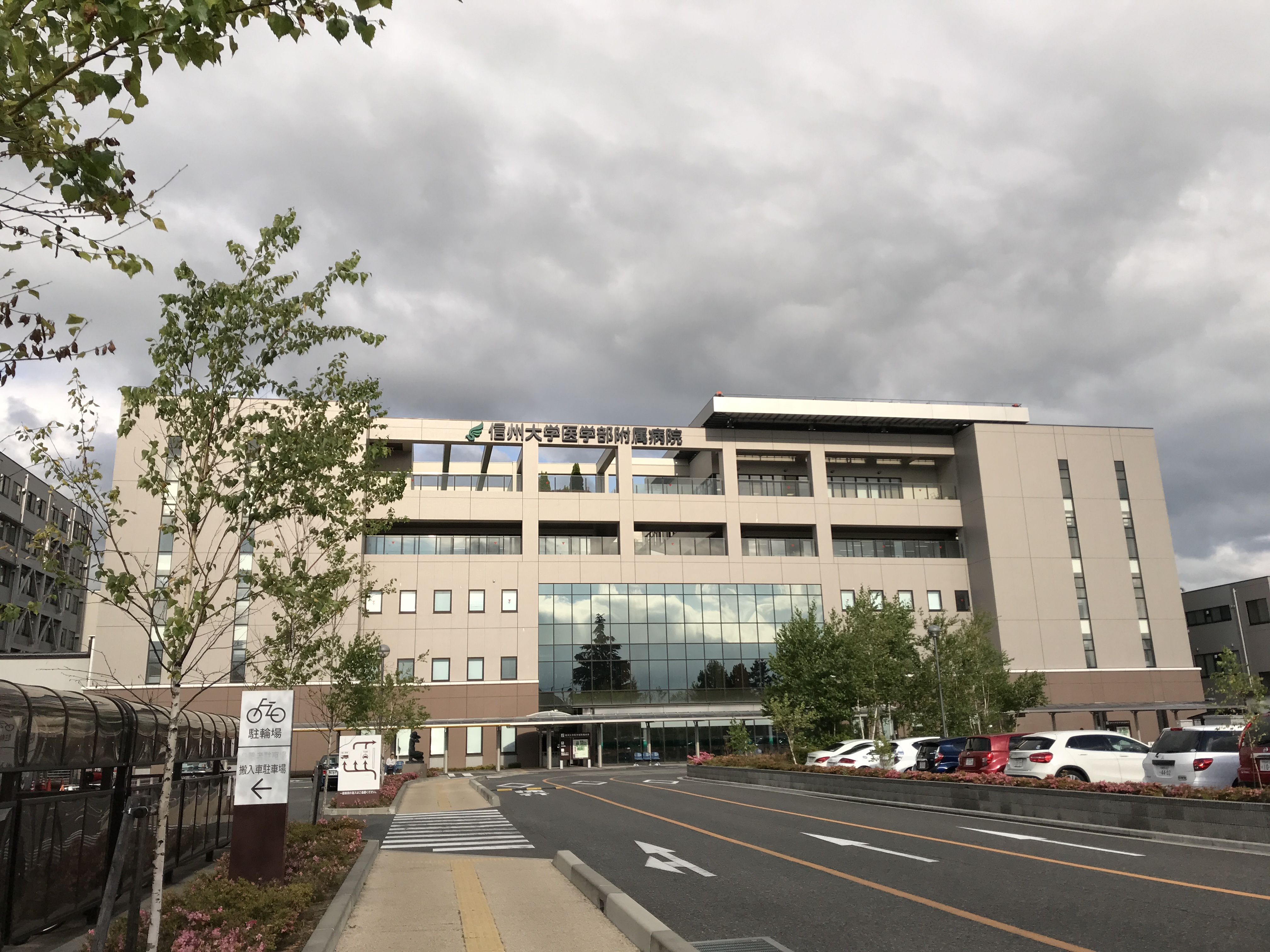
医学部付属病院

    - アルプス圏フィールド科学教育研究センター[規程 7]
農学部附属農場、農学部附属演習林、農学部附属高冷地農業実験実習施設を統合して2002年に設置

  - 繊維学部
    - ファイバーイノベーション・インキュベーター施設(Fii)
    - 農場
- 学内共同教育研究施設
  - アドミッションセンター
  - 高等教育研究センター
  - e-Learningセンター[規程 8]
  - 環境マインド推進センター
  - グローバル教育推進センター[規程 9]
  - 学生総合支援センター
  - 学生相談センター
  - キャリアサポートセンター
  - 教員免許更新支援センター
  - ヒト環境科学研究支援センター
    - 生命科学分野
遺伝子実験部門、動物実験部門
    - 機器分析分野
機器分析部門
    - 放射性同位元素利用分野
放射性同位元素利用部門

  - 地域戦略センター
    - 長野（教育）キャンパス分室
    - 長野（工学）キャンパス分室
    - 伊那キャンパス分室
    - 上田キャンパス分室

  - 地域防災減災センター[規程 10]
  - 地域共同研究センター
  - サテライト・ベンチャー・ビジネス・ラボラトリー
  - 信州地域技術メディカル展開センター
  - イノベーション研究・支援センター[規程 11]
- 世界の豊かな生活環境と地球規模の持続可能性に貢献するアクア・イノベーション拠点（アクア・イノベーション拠点 (COI)）
- 国際科学イノベーションセンター
- 附属学校
  - 信州大学教育学部附属幼稚園
  - 信州大学教育学部附属松本小学校
  - 信州大学教育学部附属松本中学校
  - 信州大学教育学部附属長野小学校
  - 信州大学教育学部附属長野中学校
  - 信州大学教育学部附属特別支援学校
- 総合健康安全センター
- 総合情報センター
- 男女共同参画推進センター

## 教育・研究
- 放送大学学園と単位互換協定を結んでおり、放送大学で取得した単位を卒業に要する単位として認定することができる[広報 13]

### 教育

#### 採択されているプログラム
- 環境マインドをもつ人材の養成（文部科学省・特色ある大学教育支援プログラム）
- 信州大発“学び”のビッグバンプロジェクト（文部科学省・現代的教育ニーズ取組支援プログラム）
- 「臨床の知」の実現 蓄積する体験と深化する省察による実践的指導力の育成（文部科学省・大学大学院における教員養成推進プログラム）
- 創業マインドの継承による高度人材育成（文部科学省・派遣型高度人材育成協同プラン）
- ｢地域に開かれた学校運営」のもと、「放課後学習チューター活動」及び「社会資源データベースの構築」（文部科学省･新教育システム開発プログラム）
- 自ら学び,学び続ける人材育成の基盤形成―教育の質保証を目指したe-Learning による単位制度実質化―（文部科学省・現代的教育ニーズ取組支援プログラム）

### 研究

#### COE形成プログラム
- 1998年
化学、材料科学
先進繊維技術科学研究教育拠点

#### 21世紀COEプログラム
- 2002年
化学、材料科学
先進ファイバー工学研究教育拠点

#### グローバルCOEプログラム
- 2007年
化学、材料科学
国際ファイバー工学研究教育拠点

## 対外関係

### 産学官連携

#### 学術研究・産学官連携推進機構（SUIRLO）
学術研究・産学官連携推進機構（SUIRLO）を、従来組織を改組する形で2016年4月1日付で設置した。

#### 大学発ベンチャー企業
「信州大学発ベンチャー」を支援する制度を創設し、2018年6月に第一陣として10社・団体を認定した。

#### 各分野での連携
サイバーセキュリティ分野で2018年9月、長野県警察、長野工業高等専門学校、民間企業のラックと協定を結んだ。それに先立つ2018年1月には、長野市に本社を置く電算の社員が准教授を兼務するクロスアポイントメント制度によるサイバー防衛強化にも取り組んでいる。
バイオミメティクス（生物模倣技術）について菱電商事と共同研究組織を2018年設立。
2019年には、長野県内の高速道路の一部を運営する中日本高速道路（NEXCO中日本）八王子支社と観光振興などの協定を、新エネルギー・産業技術総合開発機構（NEDO）と起業家支援の協定を、長野県飯田市と工学部による部局協定を発展させた全学的な包括連携協定を、それぞれ締結。2020年2月17日、三井住友信託銀行および起業支援会社2社（レジェンド・パートナーズ、NES）と起業家要請に向けた協定を結んだ。

### 国内外の教育機関との協力
国内協定校
- 中央大学法科大学院（信州大学経法学部としての法曹養成協定）

国際交流協定校
- アメリカ合衆国
  - ノースカロライナ州立大学ウィルソン繊維学部（旧繊維学部）
  - ユタ大学
  - コーネル大学人類生態学部
  - オクラホマ州立大学
  - フィラデルフィア大学デザインビジネス工科学部
  - カリフォルニア州立大学チコ校
  - 南オレゴン大学
  - ハワイ大学ウィリアムS.リチャードソン法科大学院、社会科学学院

 カナダ
  - ブリティッシュコロンビア大学応用化学部
  - モントリオール大学芸術科学部
  - バンクーバーアイランド大学
  - CTTグループ繊維技術センター
  - コンコルディア大学総合産業工学センター

 オーストラリア
  - カーティン大学
  - オーストラリア南極研究所
  - ディーキン大学テクノロジー研究イノベーション研究所

 イギリス
  - マンチェスター大学素材学部
  - リーズ大学デザイン学科
  - グロスターシャー大学ビジネス・スクール

 フランス
  - ラ・ロッシェル大学
  - オート・アルザス大学南アルザス国立高等理工学院
  - リール第1大学 - 信州大学内にアジア地区初のサテライトオフィスを開設[35]。
  - リヨン繊維化学技術院
  - フランス国立繊維工芸工業高等学院 (ENSAIT)
  - フランス国立情報学自動制御研究所 (INRIA)

 フィンランド
  - 国立フィンランド測地研究所

 ドイツ
  - ライプツィヒ大学
  - マンハイム工科大学
  - ドレスデン工科大学
  - マンハイム大学
  - デンケンドルフ繊維研究所
  - アーヘン工科大学機械工学部

 オランダ
  - ゾイド大学

 スウェーデン
  - ボロース大学繊維学部
  - ウプサラ大学教育学部（信州大学教育学部との学部間協定）[36]

 ベルギー
  - ルーヴェン・カトリック大学
  - ゲント大学工学部

 イタリア
  - ミラノ工科大学化学工学部
  - ヴェネツィア・カ・フォスカリ大学
  - パドヴァ大学工学部、数学・物理・自然科学部

 スペイン
  - アルカラ大学カルデナル・シスネロスカレッジ

 オーストリア
  - ウィーン天然資源大学
  - オーストリア連邦森林・自然災害・景観研究研修センター

 パキスタン
  - メヘラン工科大学繊維学部

 ポーランド
  - ワルシャワ大学
  - ビアリストク大学
  - ビアリストク工科大学
  - シレジア工科大学

 スロベニア
  - マリボル大学機械工学部
  - リュブリャナ大学自然科学部

 チェコ
  - リベレツ工科大学繊維学部

 メキシコ
  - CINVESTAV大学院大学

 ロシア
  - 極東連邦大学
  - カムチャッカ国立大学

 香港
  - 香港理工大学繊維被服研究所
  - 香港科技大学理学院

 韓国
  - ソウル大学校農業生命科学大学（ソウル特別市）
  - カトリック大学校（京畿道・富川市）
  - 成均館大学校工科大学
  - 江原大学校（江原特別自治道・春川市、三陟市）
  - 尚志大学校（江原特別自治道・原州市）
  - 光云大学校（ソウル特別市）
  - 慶北大学校工科大学
  - 世宗大学校生命科学大学
  - 慶尚大学校附属図書館、慶南文化研究院
  - 韓国科学技術院全北分院複合素材研究所
  - 韓国生産技術研究所
  - 崇実大学校（ソウル特別市）
  - 韓国繊維開発研究院
  - 韓国染色技術研究所
  - 順天大学校（全羅南道・順天市）
  - 檀国大学校
  - 漢陽大学校工学部（ソウル特別市）
  - 建国大学校（ソウル特別市）
  - 忠南大学校
  - 全北大学校工科大学
  - 全南国立大学アランマクジアミドエネルギー研究所
  - 嶺南大学校工学部（大邱広域市）

 中国
  - 清華大学ナノ・マイクロメカニクスセンター（北京市）
  - 北京外国語大学（北京市）
  - 浙江大学動物科学学院
  - 北京工業大学（北京市）
  - 北京化工大学炭素繊維・複合材料研究所
  - 北京林業大学
  - 同済大学（上海市）
  - 青海大学医学院
  - 東華大学（上海市）
  - 西南大学（重慶市）
  - 中国農業大学
  - 中国浙江省農業科学院
  - 中国地質大学（湖北省・武漢市）
  - 河南農業大学（河南省）
  - 蘭州大学（甘粛省）
  - 河北医科大学（河北省）
  - 蘇州大学（江蘇省）
  - 太原理工大学（山西省）
  - 大連大学生命科学与技術学院、現代農業研究院
  - 浙江理工大学（浙江省・杭州市）
  - 天津工業大学
  - 武漢紡織大学紡織工学院
  - 山東大学
  - 重慶師範大学
  - 対外経済貿易大学

 中華民国
  - 輔仁大学
  - 逢甲大学
  - 中国文化大学工学部

 ベトナム
  - ベトナム国家大学ハノイ校工業技術大学
  - ハノイ工科大学
  - FPT大学
  - ダラット大学

 タイ
  - チュラーロンコーン大学
  - タイ国農業研究開発庁
  - 泰日工業大学
  - マヒドン大学ラマティボディ病院医学部
  - コンケン大学農学部
  - メイファーラン大学農産業学部
  - スラナリ工科大学農業技術学部
  - チエンマイ大学
  - カセサート大学
  - ナレースワン大学
  - サイアム大学

 マレーシア
  - マレーシアプトラ大学
  - マラヤ大学

 インド
  - インド工科大学デリー校・マドラス校
  - サルダール・パテル大学材料科学学科

 インドネシア
  - プリタハラパン大学
  - ウダヤナ大学
  - アンダラス大学
  - ボゴール農科大学
  - ディポネゴロ大学医学部
  - ジャンビ大学畜産学部

 ブラジル
  - パラナ連邦工科大学

 ミャンマー
  - ヤンゴン工科大学

 モロッコ
  - モロッコ繊維衣料工業高等学院
  - モハメド5世大学アグダル校

 モンゴル
  - モンゴル科学技術大学
  - モンゴル国立農業大学

 バングラデシュ
  - バングラデシュ農業大学
  - チッタゴン大学環境科学研究所
  - Southeast大学理工学部

 シンガポール
  - シンガポールヘルスサービス

 ネパール
  - トリブバン大学理工学部
  - ネパール農業研究評議会
  - ムスタン郡マルファ村

 スリランカ
  - ケラニヤ大学[37]

## 大学関係者と組織

### 千曲会
社団法人千曲会（ちくまかい）は、信州大学繊維学部・信州大学繊維学部専攻科・信州大学大学院繊維学研究科・信州大学院工学系研究科・上田蚕糸専門学校・上田繊維専門学校の卒業生によって構成される同窓会組織である。上田市をはじめ、全国に4つの支部を有する。

## キャンパス

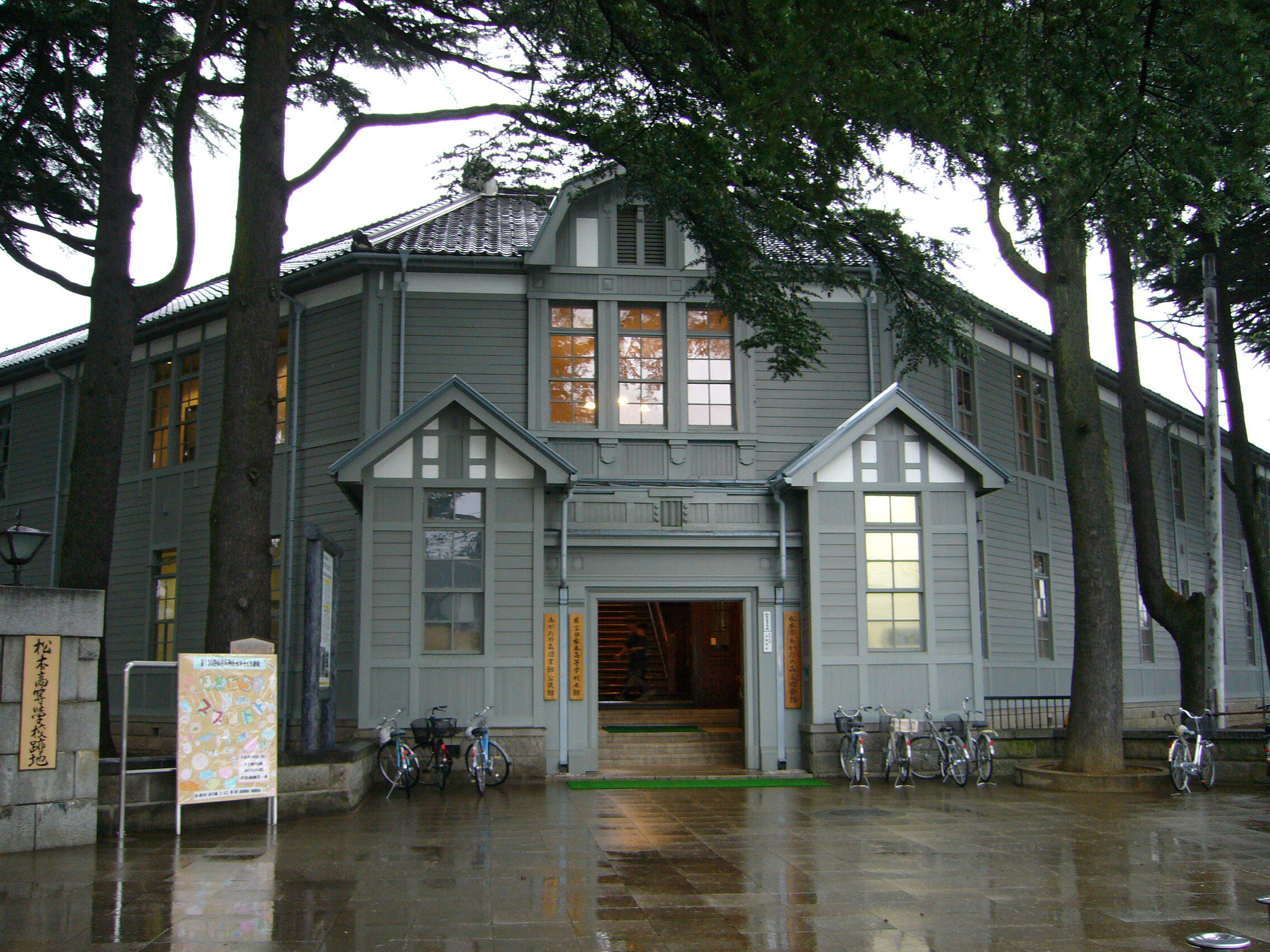
旧文理学部校舎（現在「松本市あがたの森文化会館」重要文化財）

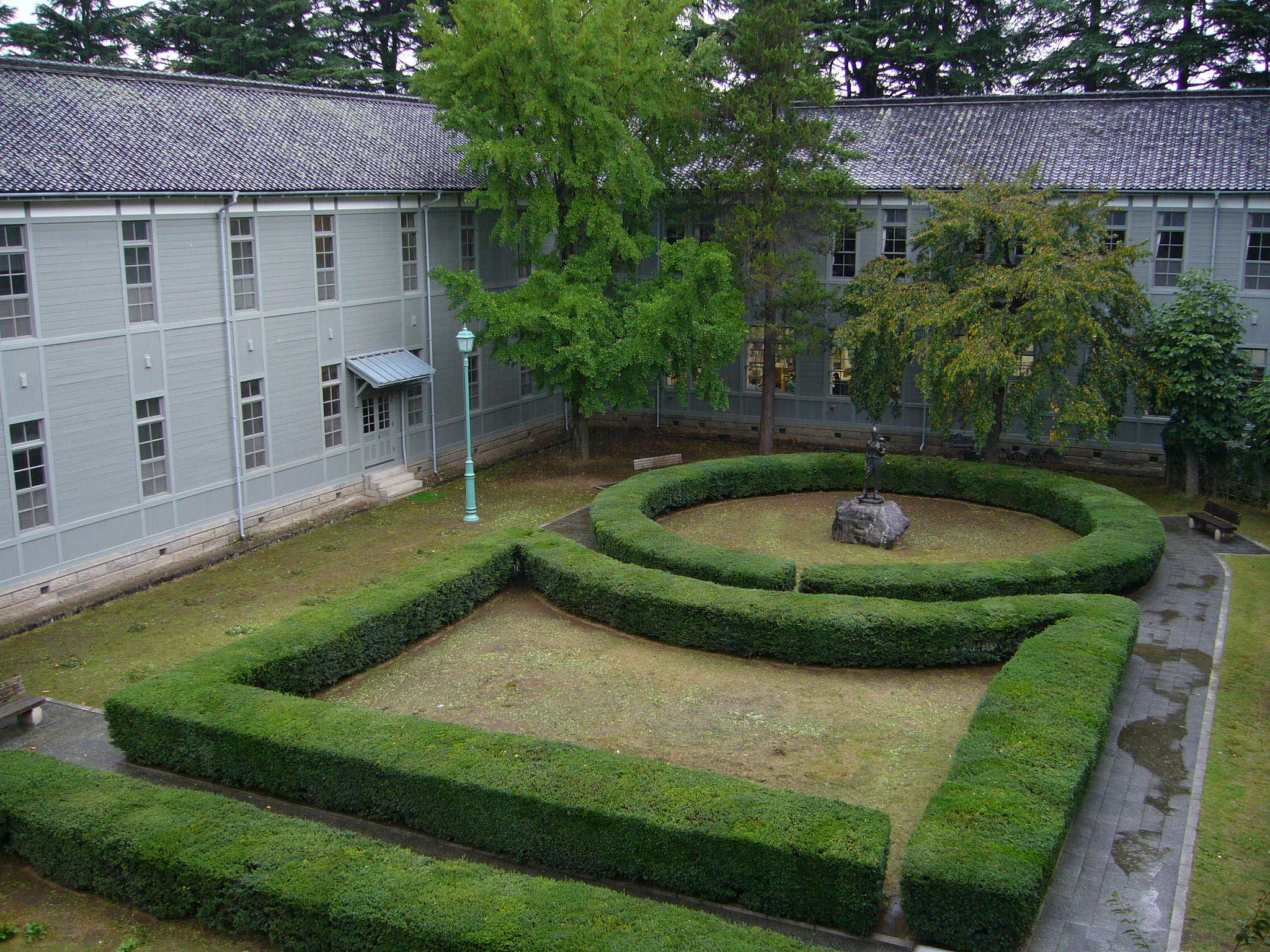
同校舎中庭

- 長野県は、北信、東信、中信、南信の4つの地方に大きく分かれており、信州大学はそれぞれの地方にキャンパスを有する
- 松本キャンパス（松本市旭：人文、経法、医、理）
- 上田キャンパス（上田市：繊維）
- 長野（教育）キャンパス（長野市西長野：教育）
- 長野（工学）キャンパス（長野市若里：工）
- 伊那キャンパス（上伊那郡南箕輪村：農）

1919年開校の旧制松本高等学校の校地・校舎は文理学部（現在の人文学部、経済学部、理学部）に継承され長く使用されたが、旭町地区へのキャンパス統合移転により1973年3月に廃止され同年に松本市に移管された。このように分散している様相から、ときに蛸足大学（タコ足大学）と揶揄されることもある。これまでの統合化の動きの中で一般教養は旭キャンパス（松本市）に集約されたが、学部・大学院教育は統合されず現在に至っている。学部の自立性が比較的高い。
信州大学には画像情報ネットワークシステム（SUNS）が設置されており、一般教養と教職課程の授業ではネットワークを用いた映像中継による遠隔講義が行われている。しかし、専門教育は現状各キャンパスにて個々に行われており、例えば共通分野も少なくない繊維－農間、繊維－工間の教育も遠隔講義は実施されていない。ITを用いたキャンパス間の有機的連携をどのように今後行っていくかが課題となっている。
専門教育における連携の現状に比べ、サークル活動などでの学生同士の連携は盛んであり、「オール信大」として活動するサークルでは、100km以上の距離を移動し、サークル活動に参加する学生の姿が見られる。旭キャンパスは、かつて旧日本陸軍松本歩兵第50連隊の駐屯地であった。キャンパスの内には、その名残として赤煉瓦の糧秣庫（現在は医学部資料室）が国の登録有形文化財に登録されている。

## 学生寮・学生自治

### 学生寮
信州大学における寮は以下の通りである。また、入寮は地理的な要素もあってか倍率が2-3倍と高いうえに家庭の経済状況をもとに選考されるため、収入金額（控除等を引く前の金額）が1,000万円を超える家庭の入寮は極めて困難であるとされる。

#### 松本キャンパス
- こまくさ寮（1年生のみ）
- 思誠寮（人文学部、経済学部、理学部）
- 思誠女子寮（人文学部、経済学部、理学部の女子）
- 芙岳寮（医学部）

#### 長野キャンパス
- あけぼの寮（教育学部）
- 若里寮（工学部）

#### 上田キャンパス
- 修己寮（繊維学部）

#### 伊那キャンパス
- 中原寮（南箕輪村･農学部）

### 学生自治
学生寮では、ほぼ全てが自治寮として運営されている（ただし、こまくさ寮と思誠女子寮には自治組織があるものの実質的には管理寮である。なお、こまくさ寮では（たとえ過年度生で満20歳に達していても）飲酒・喫煙はすべて禁止されている。）。例えば旧制松本高等学校からの寮である思誠寮には庶務部、生活部、炊事部、文化部の四委員会と、それを統括する総務委員会（総務委員長・副総務・対外総務・会計総務）が組織され、この総務委員会を筆頭に各部がそれぞれの担当を持ち、寮を運営している。また、委員会活動や特に寮予算に関しては半期ごとに方針・総括といった寮生全員での会議が行われ、特に寮予算を会計監査がチェックする機構を持つ。全国的には、このような自治組織を持つ寮が急速に減っている中で、高い自治能力を持つ学生寮が複数残っていることは比較的珍しく、信州大学の特徴の一つといえる。
寮自治意識の高さを物語るエピソードとしては、農学部キャンパス生協設立運動がある。昭和60年に農学部キャンパス内にあった食堂が経営不振のため突然閉鎖され寮食堂との統合案が示された。寮自治の精神から対案は学生自らが決めるべきと考えた中原寮生は、寮食堂とキャンパス内食堂の維持と、以前からの懸案事項であった書籍店の学内への設置案を示し運動を始めた。これが全学的な生協設立運動に発展し、農学部キャンパスへの生協食堂、書籍部の設立に至った。特筆すべきは、この運動が特定の政治思想・団体に関係することなく行われたことである。学生運動の盛期が既に過去のものとなっており、全国的に大学や寮の自治意識低下が既に始まっていた昭和60年代にあって、なお、全学を巻き込むような運動を行うパワーを寮が維持できていたことは、記録に留めておくべきであろう。しかし、近年、日本全国レベルで、自治意識の低下が見られる中、信州大学寮もその例に漏れず、存続の動向が気になる。各寮の連合体として、信州大学学生寮自治連合（信寮連）が存在したが、平成7年より活動を凍結している。一方で、寮長会議を定期的に開催し、学寮間の連絡を図る努力は重ねられている。

## 校歌
- 『春寂寥』（旧制松本高等学校寮歌）:吉田実作詞、浜徳太郎作曲

## 課外活動
学友会所属（スポーツ部会・文化部会）、サークル、その他団体の3組織に分かれて構成されている。活動成績は各ホームページ参照。
硬式野球部は関甲新学生野球連盟に加盟している。連盟発足年の1993年は1部に所属していたが翌年1994年秋季に1部で最下位となり入れ替え戦に負けた為2部に降格。その後は2部以下での優勝はあるが1部への昇格はできず、1部での優勝はまだ無い。

## 学園祭
各キャンパスごとに名称がついている。以下の通りである。
松本キャンパス：銀嶺祭
銀嶺祭は、かつて統一例大祭という名前で松本キャンパスで開催されていた学園祭。名称変更時期は不明。信州大学の本部が松本にあり、また1年生は全員松本キャンパスに所属しているということもあり、信州大学の学園祭の中では最大規模のものとなっている。基本的に自治会系の組織として運営されており、資金源も自治会費となっている。学生自治会消滅後も「学祭等運営費」として新入生から費用を募っている。開催内容はステージ企画、ゲスト公演、模擬店、教室展示、スポーツ大会(2024年度は中止)、委員企画など。かつては東日本大震災への寄付を目的としたチャリティーバザーが行われていたが、運営の都合により2023年に廃止となった。2020年のコロナウイルス蔓延により、2020年、2021年は開催が中止となった。2022年より再開、ゲストに「Aマッソ」「さらば青春の光」を招聘するなどして、学園祭として完全復活を遂げた。

上田キャンパス：東雲祭
繊維学部所属の学生が中心となり運営を行っている。2016年の開催を最後に、2017年以降中止となっていたが、2023年度に復活。模擬店とステージのみの開催。サークルのみでなく、学科単位の出店が多いのが特徴。東雲祭オリジナルキャラクター「しののめ　つむぐ」を起用し、PRを行っている。

長野（教育）キャンパス：まほろば祭　
かつて、長野(教育)キャンパスで実施されていた学園祭。教育学部では3年生で教育実習が実施され、引継ぎが難しかったということもあり2016年を最後に消滅した。基本的に二日間開催、前・中・後夜祭も実施されていたが、委員の人数が開催ボーダーラインの20人を大幅に切り、12人となったため2015年に終了宣言を出した。 宣言は後日撤回され、2015年、2016年の開催は決まったが、それ以降は継続されなかった。
まほろば祭が所有していた倉庫は教育学部の演劇サークル「おまつり研究会・レプリ館(通称おまレプ)」が所有しているが、コロナウイルス蔓延後にまほろば祭に関する引継ぎは消滅しており、かつての規模も不明である。(Twitterアカウントの投稿より、スポーツ大会と模擬店の実施は確認された。)
長野（工学）キャンパス：光芒祭
工学部で開催される、長野(工学)キャンパスの学園祭。教育学部の学園祭が消滅したため、実質長野エリア全体の学園祭と言える。かつては工学部の学生自治団体として、工学部サークルのとりまとめを行っていた。
2020年のコロナのタイミングではオンライン開催でYouTubeなどを活用し、コロナ禍期間も継続して委員会活動を続けていた、信州大学唯一の学園祭となっている。2021年度もオンライン開催とし、YouTuber「ラムダ技術部」などともコラボしていた。2022年度に模擬店以外の復活、2023年度には模擬店を含めた完全復活となっている。かつては2日間開催でかつ前夜祭、中夜祭も行っていた。2024年度には、かつて行われていた「オープンキャンパスとの同時開催」も復活している。企業協賛による収入が銀嶺祭と同程度に多い。開催内容は模擬店、スポーツ大会、ステージ、教室展示など。

伊那キャンパス：落葉松祭　
農学部で開催される、伊那キャンパスの学園祭。基本的に、農学部の自治寮：中原寮(ちゅうげんりょう)の中原寮祭と同日に開催される。かつては中原寮祭のほうがメインといわれていた時期もあった。
近年では落葉松祭自体の規模も大きくなり、模擬店、ステージ、教室展示が行われている。教室展示では農学部らしさを全面に出し、動物の生体展示や植物などの展示もある。

あがたの森フェスティバル
信州大学松本キャンパスの前身となった学校の跡地にある、あがたの森公園にて開催される、学園祭の一つ。入学したばかりの一年生同士の交流を深めるため、一年生のみで学科ごとに模擬店を出店する。ステージ企画では松本キャンパスを中心に活動するサークルなどが演技を行う。

上記の5つの学園祭は、学生団体である「新歓委員会」が学部新入生より回収する、「学祭等運営費」により運営されている。回収は「新歓クラス会」にて行われる。

## エリア放送
ホワイトスペース特区に認定され、実験試験局による実証実験を実施。エリア放送の制度化後は長野県初の地上一般放送局の免許を取得、「信大キャンパス放送」としてワンセグ放送を実施してきたが、2018年3月31日廃止した。
構内に地上一般放送局3局を設置していた。
| 免許人                | 局名                | 呼出符号     | 物理チャンネル | 周波数        | 空中線電力 | ERP   |
| --------------------- | ------------------- | ------------ | -------------- | ------------- | ---------- | ----- |
| 国立大学法人 信州大学 | 信州大学エリア放送1 | JOXZ4AB-AREA | 42ch           | 647.142857MHz | 760μW      | 760μW |
| 国立大学法人 信州大学 | 信州大学エリア放送2 | JOXZ4AC-AREA | 42ch           | 647.142857MHz | 760μW      | 760μW |
| 国立大学法人 信州大学 | 信州大学エリア放送3 | JOXZ4AD-AREA | 42ch           | 647.142857MHz | 760μW      | 760μW |